# Прёйи
Прёйи́ (фр. Preuilly) — коммуна во Франции, находится в регионе Центр. Департамент — Шер. Входит в состав кантона Люри-сюр-Арнон. Округ коммуны — Вьерзон.
Код INSEE коммуны — 18186.
Коммуна расположена приблизительно в 200 км к югу от Парижа, в 95 км южнее Орлеана, в 17 км к западу от Буржа.

## Население
Население коммуны на 2008 год составляло 472 человека.
| 1962 | 1968 | 1975 | 1982 | 1990 | 1999 | 2008 |
| ---- | ---- | ---- | ---- | ---- | ---- | ---- |
| 293  | 301  | 281  | 342  | 368  | 432  | 472  |

## Администрация
| Период | Период | Фамилия          | Партия                        | Примечания      |
| ------ | ------ | ---------------- | ----------------------------- | --------------- |
| 1957   | 1983   | Пьер Сикар       | Союз демократов и независимых | фермер          |
| 1983   | 1995   | Фернан Бюжон     | беспартийный                  | предприниматель |
| 1995   | 1998   | Мишель Моро      | беспартийный                  | служащий        |
| 1998   | 2014   | Жан-Поль Ошедель | беспартийный                  | фермер          |

## Экономика

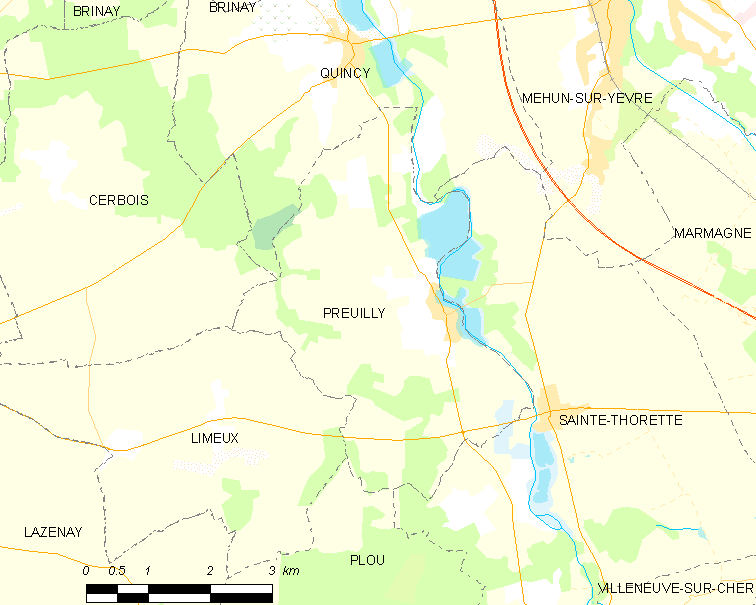
Карта коммуны

В 2007 году среди 314 человек в трудоспособном возрасте (15-64 лет) 251 были экономически активными, 63 — неактивными (показатель активности — 79,9 %, в 1999 году было 76,3 %). Из 251 активных работали 231 человек (118 мужчин и 113 женщин), безработных было 20 (9 мужчин и 11 женщин). Среди 63 неактивных 24 человека были учениками или студентами, 27 — пенсионерами, 12 были неактивными по другим причинам.